# 王军辉
王军辉（1995年5月18日—），是一名中国足球运动员。目前效力于中超联赛球队广州恒大淘宝。

## 俱乐部生涯
2013年，王军辉所在的广东全运队被中国足球超级联赛球队广州恒大收购。2014年，他进入广州恒大的一线队名单。2014年2月16日，由于广州恒大决定不派主力球员出战2014年中国足球协会超级杯，王军辉随队赴贵阳参加和贵州人和的比赛并在第85分钟替补骆嘉诚出场，最终球队0比1不敌对手屈居亚军。2015年5月5日，他在2015年亞足聯冠軍聯賽小組賽最后一轮广州恒大已经提前确保小组第一的情况下进入球队对阵西悉尼漫游者的替补阵容，并在第75分钟替补受伤的埃尔克森出场，上演亚冠联赛首秀。2015年11月，他入選中國足協最佳新人獎名單中。
2018年4月9日中国足球超级联赛预备队联赛对阵山东鲁能预备队的比赛中，王军辉与队友司徒华龙因为一次防守时的处理而互殴，王军辉被当值主裁判红牌驱逐出场，司徒华龙吃到黄牌。广州恒大淘宝俱乐部当天晚间开出罚单，对王军辉、司徒华龙通报批评，罚款20万元人民币，停赛、停薪、停训，合同期内禁止转会、租借，俱乐部按照广州市最低生活标准向其发放生活费。预备队教练组、俱乐部领导层也受到处罚。